# Единица языка
Едини́ца языка́ (языковая единица) — составляющее системы языка, неразложимое в рамках определённого уровня членения текста и противопоставленное другим единицам в подсистеме языка, соответствующей этому уровню. Может раскладываться на единицы низшего уровня.
В отношении разложимости различают простые и сложные единицы: простые полностью неделимы (морфема как значимая единица, фонема); сложные делимы, однако их деление обязательно обнаруживает единицы низшего языкового уровня.
Совокупности основных языковых единиц образуют уровни языковой системы.

## Классификация единиц
По признаку наличия звуковой оболочки выделяются следующие типы единиц языка:
- материальные — имеют постоянную звуковую оболочку (фонема, морфема, слово, предложение);
- относительно-материальные — имеют переменную звуковую оболочку (модели строения слов, словосочетаний, предложений, обладающие обобщённым конструктивным значением, воспроизводимым во всех построенных согласно им единицах);
- единицы значения — не существуют вне материальных или относительно-материальных, составляя их смысловую сторону (сема, семема).

Среди материальных единиц по признаку наличия значения выделяются:
- односторонние — не имеют собственного значения (фонема, слог); участвуют в формировании и различении звуковых оболочек двусторонних единиц. Иногда к односторонним единицам относят и сами звуковые оболочки;
- двусторонние — помимо звучания, наделены значением (морфема, слово, фразеологическая единица, предложение). Могут также называться высшими единицами языка.[3]

### «Эмические» и «этические» единицы
Для материальных единиц языка характерно одновременно существование в виде множества вариантов — используемых в речи звуковых отрезков — и в виде абстрактного инварианта — множества всех вариантов. Для обозначения вариантов единиц существуют так называемые «этические» (от англ. phonetic) термины (аллофон, фон; алломорф, морф), для обозначения инвариантов — «эмические» (от англ. phonemic) термины (фонема, морфема, лексема и т. д.). Оба термина принадлежат американскому языковеду К. Л. Пайку. В большинстве направлений лингвистики «этические» и соответствующие им «эмические» единицы относятся к одному уровню языка.

## Единицы речи
Единицы речи возникают в результате комбинации единиц языка в речевой цепи. К ним относятся словосочетания (кроме фразеологизмов) и предложения, а также производные и сложные слова, свободно образуемые в речи по тем или иным правилам; прочие слова, а также фонемы и морфемы являются единицами языка.

## Характеристика единиц
Несмотря на существенные расхождения в трактовке единиц языка в рамках различных научных направлений, можно выделить универсальные, обнаруживаемые во всех языках свойства единиц. Так, фонема представляет собой класс фонетически сходных звуков (впрочем, многие лингвисты не считают данное условие удовлетворительным; так, Л. В. Щерба полагал, что «единство оттенков одной фонемы обусловлено не их фонетическим сходством, а невозможностью различать слова и формы слов в данном языке»; Р. И. Аванесов и В. Н. Сидоров отмечали, что «различные звучания, которые взаимно исключаются в одном и том же положении, являются разновидностями одной и той же фонемы, как бы сильно они ни отличались друг от друга по образованию и качеству»), объединённых тождеством функций, морфема является синтаксически несамостоятельной двусторонней единицей, слово синтаксически самостоятельно, предложение — единица речи, состоящая из слов. Таким образом, различные языки могут быть описаны с использованием одних и тех же терминов.

## Отношения единиц
Единицы языка вступают друг с другом в отношения трёх типов:
- парадигматические;
- синтагматические;
- иерархические (менее сложные единицы низших уровней входят в единицы высших).

Отношения первых двух типов возможны лишь между единицами, относящимися к одному уровню.